# Невада
Невада (енгл. Nevada), држава је на западу САД, коју окружују државе Калифорнија, Орегон, Ајдахо, Јута и Аризона. По величини је 7. у САД. Главни град јој је Карсон Сити, а највећи Лас Вегас. Невада је по броју становника 35. у САД. Простире се на површини од 286.585 km², на којој живи 2.600.167 становника (2008). Преко 2/3 популације Неваде живи у околини и у Лас Вегасу. Име је добила по планини Сијера Неваде које се кроз њу простиру. Невада има неколико надимака један он њих је Сребрна држава због велике улоге сребра у историји Неваде, такође је зову Држава рођена у борби зато што је постала држава за време Америчког грађанског рата.
Невада је већински пустињачка и сува, са највећим делом у Великом басену. Регије јужно од Великог Басена се налазе у оквиру пустиње Мохаве, док језеро Тахо и Сијера Невада леже на западној ивици. Приближно 86% од државине земље припада надлежностима федералне владе САД, и цивилних и војних.
Невада је позната по својим либертаријанистичким законима. Установљење легализованог коцкања и благих процедура брака и развода у двадесетом веку је трансформирало Неваду у велику туристичку дестинацију. Невада је једина америчка држава у којој је проституција легална (мада је забрањена у окрузима Кларк и Вошо, који садрже Лас Вегас и Рино). Туристичка индустрија је Невадин главни послодавац, а рударство од великог значаја за сектор економије, с тим да је Невада четврти највећи произвођач злата на свету.

## Етимологија
Име Невада на шпанском значи „покривено снегом“ . Добила је име по Сијери Невади што значи „планине покривене снегом“. Године 2004. је изговор „Невада“ постао званичан након што је председник Џорџ Буш на једном од његових говора изјавио „Одлично је бити овде у Невади.", наглашавајући изговор са кратким „а“.

## Географске одлике

### Положај и рељеф
Невада се налази на западном делу САД, и окружују је државе Јута, Ајдахо, Орегон, Калифорнија и Аризона. Већи део северне Неваде је у оквиру Великог Басена, благе пустиње која лети има топле температуре а зими хладне. Повремено у овом делу Неваде влага из Северног америчког монсуна изазива летње олује и грмљавине.
Планински венци овог дела Неваде, који имају врхове преко 4.000 m, имају бујне шуме изнад пустињских равница, стварајући небеска острва за ендемске врсте. Долине су углавном испод 910 m надморске висине.
Јужни део државе, где се налази Лас Вегас, је унутар пустиње Мохаве. У овом региону падне мање кише зими, али је зато је лети ближа Северном америчком монсуну. Такође је и тло ниско, углавном испод 1.200 m, даје услове за вреле летње дане и хладне зимске ноћи (због температурне инверзије).
Невада и Калифорнија имају највећу дијагоналну линију као границу која износи 640 km. Ова линија почиње код језера Тахое и наставља до реке Колорадо, где се спајају границе Неваде, Калифорније и Аризоне, 19 km југозападно од Лофлина.
Највећи планински венац у јужном делу Неваде је планински венац Спринг, западно од Лас Вегаса. Најнижа тачка је јужно од Лофлина, код реке Колорадо.
Невада има 172 планинска врха са 610 m. Невада је друга по реду у САД што се тиче планина, иза Аљаске, и испред Калифорније, Монтане и Вашингтона. Ово чини Неваду државом са највише планина.

### Клима
Невада важи за најсувљу државу САД што по природи и географији и јесте. Суву климу употпуњавају пустињски и полу-пустињски предели који чине већи де површине саме државе. Неваду одликују високе дневне летње температуре које иду и до 52 °C али насупрот њима веома ниске ноћне температуре чак -46 °C. зиме у северним крајевима Неваде су дуге и веома хладне, док у јужним крајевима су кратке и не тако хладне.
Већина делова Неваде има минималне падавине током године.
Највећа забележена температура је 52 °C измерена 26. јуна 1937. код Лофлина, а најнижа -46 °C код Сан Џакинта исте године. Невадиних рекордних 52 °C
је трећа највиша температура забележена у историји САД, иза Аризониних 53 °C и Калифорнијиних 57 °C.

### Хидрографија
Површина Неваде је веома сува, 0,69% Неваде је вода. Најзначајније реке које протичу кроз Неваду су река Колорадо и река Хумболт. Река Колорадо је река на југозападу Сједињених Америчких Држава и северозападу Мексика, дуга је око 2330 km. Извире на западним падинама Стеновитих планина и утиче у Калифорнијски залив. Река Хумболт тече на северу Неваде, дуга је 530 km. Најзначајнија језера у Невади су Пирамид, Вокер и Тахо.

## Историја

### Историја пре 1864.
Историја Неваде је почела открићем великих количина ретких метала (злата и сребра) 1859. године.

### ПрисаједињавањеСАД
Права историја Неваде почиње одвајањем посебне државе Неваде од Јуте 1861, име је добила по планини која се кроз њу простире — Сијера Неваде (у преводу са шпанског - снежна планина). Године 1864. уз залагање председника САД Невада је присаједињена као 36. држава. Статус државе је био пожуриван за 31. октобар како би се помогло да се осигура поновна победа Абрахама Линколна 8. новембра и послератна Републиканска доминација конгреса, јер је Невадина рударски фокусирана економија везала за више индустриализовану Унију. Међутим, како се испоставило, Линколн и републиканци су победили на изборима лако, и није им била потребна помоћ Неваде.
Статус Неваде као рудом богате земље је помогло Унији у својој индустријализацији. Невада је забележена као једна од једине 2 земље које су значајније прошириле територију после присаједињавања Унији (Друга је Мисури, која је стекла додатну територију 1837. године куповином земље од Индијанаца.). Разлог томе је било само богатство Неваде у виду злата и сребра које је било преко потребно Унији за опорављање од грађанског рата који се тек завршио, Невада је проширена на рачун Јуте и Новог Мексика. Рударство је обликовало како економију тако и историју Неваде.
Невада је стекла стоју садашњу јужну границу 5. маја 1866. године, када је апсорбовала округ Пах-Уте из Територије Аризоне западно од реке Колорадо, у суштини сву садашњу Неваду јужно од 37. паралеле.
Трансфер те територије је био изазван открићем злата у том региону, и веровало се од стране званичника да би Невада била боља у надгледању очекиваног становничког бума. Овај регион укључује углавном оно што је сад округ Кларк. 1868. још један део западне Територије Јуте, чији су становници избегавали мормонску доминацију, је био припојен Невади, постављајући данашњу источну границу.
Рударство је обликовало Невадину економију доста година, а такође и њену историју. Оно је веома повољно утицало на економију државе, настајали су многи мањи и већи градови. У овом периоду појам Дивљи запад је стварно добио на значењу зато што је та златна грозница привукла не само поштене раднике него и лопове и бандите који су у целој држави стварали проблеме. Али како су се откривале све веће и веће наслаге злата дошло је до трансформације некада малих рударским места у праве градове. Када је Марк Твен живео у Невади током периода описаног у његовом аутобиографском делу, рударство је довело велику спекулацију и огромно богатство. Међутим, и рударство и становништво је опало у другом делу 19. века. Али, откриће сребра у Тонопи 1990. године и открића злата у Голдфилду и Ријолиту су утицале на пораст популације Неваде.

### Коцкање и рад
Нерегулисано коцкање, у малим рударским градовима у којима су обогаћени рудари коцкали и пијанчили зарађени новац по баровима, које је било незаконито 1909. као део владиног националног пројекта антикоцкарског похода. То је проузроковало пад рударских активности и успоравање аграрног сектора, за време велике депресије Невада поново легализује коцкање од 1931. Одобрење је стигло осам дана после владиног уговора о изградњи Хуверове бране (која је требало да помогне да се САД извуче из кризе отварањем нових радних места).

### Нуклеарне пробе
У Невади су за време Хладног рата тестиране многе нуклеарне бомбе. Место за тестирање се налазили 105 км северозападно од Лас Вегаса. То место је обухватало отприлике 3.500 km² пустиње. Тестови су почели 27. јануара 1951. бацањем нуклеарне бомбе од од једне килотоне ТNТ-а. Последњи атмосферски тест је урађен 1962, а подземно тестирање оружја се наставило до 23. септембра 1992. Ова локација је позната по томе што има највећу концентрацију нуклеарних оружја у САД. Мерењем радијације у земљи на тој локацији, та локација је позната као локација која има највише нуклеарних детонација у САД.
Преко 80% територије државе је у поседу федералне владе. Главни разлог овога је ти што фарме нису биле дозвољене у толико великим величинама да издрже температурне услове које преовладавају кроз пустињу Неваде. Уместо тога, рани досељеници су правили фарме у близини извора воде, па би стоку водили на испашу у јавну територију поред, која је бескорисна за пољопривреду без извора воде.

## Демографија
Према попису Сједињених Америчких Држава у јулу 2012. године, процењено је да у Невади живи око 2.759.000 људи. Попис који је извршен у 2006. години је проценио да је Невада осма чланица Сједињених Америчких Држава по порасту становништва. Од 1940. Године до 2003. Године, Невада је имала највећи пораст становништва у Сједињеним Америчким Државама . Њена популација се повећала за 66,3%, док се популација Сједињених Америчких Држава повећала за 13,1%. Више од две трећине популације Неваде живи у округу Кларк, на југу државе.
Раст популације
година --	поп. --	%
1860–6,857 --	 -
1870–42,941–526,2%
1880–62,266–45,0%
1890–47,355 --	−23,9%
1900–42,335 --	−10,6%
1910–81,875–93,4%
1920–77,407 --	−5,5%
1930–91,058–17,6%
1940–110,247–21,1%
1950–160,083–45,2%
1960–285,278–78,2%
1970–488,738–71,3%
1980–800,493–63,8%
1990–1,201,833–50,1%
2000–1,998,257–66,3%
2010–2,700,551–35,1%

### Порекло становништва
У 2009. години, становници неваде су пореклом били 20,8% из Мексика, 13,3% из Немачке, 10% из Ирске, 9,2% из Енглеске, 6,3% из Италије, 1,4% из Норвешке, 1,4% из Шведске, 0,8% из Данске. У 2000. години, 16,19% популације старије од 5 година у Невади код куће прича шпанским језиком, 1,59% прича филипинским и 1% прича кинеским језиком.

### Вероисповест
Становници Неваде су 27% Католици, 26% Протестанти, 11% Мормони, 2% Муслимани, 1% Јевреји, 1% Хинду, и 0,5% Будисти. Становници Неваде најмање иду у цркву у односу на остале чланице Сједињених Америчких Држава. У 2009. години, 30% становника Неваде је потврдило да иде у цркву сваке недеље, док у осталим чланицама у просеку 42% посто становништва иде у цркву.

### Градови
Главни град неваде је Карсон Сити, има популацију од 55.000 људи. Највећи град Неваде је Лас Вегас, најпознатији по коцкању и врхунским ресторанима. Лас Вегас себе назива престоницом забаве јер поседује много касина. Налази се на тридесетом месту по броју становништва у Сједињеним Америчким Државама. Има око 580.000 становника, а са широм околином има око 1.951.000 становника. Остали већи градови су Хендерсон, Рино, Санрајс Мејнор, Парадајс, Спринг Вали, Ентерпрајз, Спаркс.

## Привреда
Многи од високих планинских делова Неваде су одлични за испашу, а гајење стоке и оваца су важне индустрије. Због преовладавајуће сувоће и стрмих падина, пољопривреда није високо развијена, али је углавном посвећена гајењем сточне хране; мада кромпир, лук и неке друге житарице се такође гаје.
Невадина богатства не расту из њене земље, већ се налазе испод површине. Иако је копање бакра није више доминантно као пре, Невада је главни произвођач злата, сребра и живе у Америци. Такође се производе гејминг машине и производи, ваздушна опрема, и машине за надгледање сеизмичких активност. Складиштење и вожња камиона су такође битне индустрије Неваде.
Али у ствари Невадина привреда највише зависи од туризма, посебно коцкања (легализована 1931. године) и индустрије одмаралишта са центром у Лас Вегасу, и у мањем степену у Рину, реци Тахо и Лофлина. Таксе коцкања су примаран извор државног прихода. Закони о разводу су направили од Рина „главни град развода света“, док нису слични закони донети у другим градовима.

## Политика и администрација

### Државна политика
Због великог пораста становништва на југу Неваде, направила се уочљива разлика у политици северне и јужне Неваде. Северна регија Неваде је дуго држала под контролом кључне политичаре Неваде, иако је југ Неваде већи по броју становништва. Јужна Невада гледа северну Неваду као „бившег браниоца“ који покушава да влада као мањина. Политичарима са севера Неваде којима се ближи крај амандмана ће бити замењени политичарима са југа Неваде јер је југ Неваде више насељен, те ће имати више гласова. То ће оставити северну Неваду са мање утицаја на дешавања у држави. 43,10% Невађана гласају за Демократску партију (укупно око 580.000 људи). 35,33% Невађана гласају за Републиканску партију (укупно око 475.000 људи). 15,84% Невађана не излази на изборе, док 5,72% Невађана гласају за мањинске партије.

### Гувернер
Брајан Едвард Сандовал, рођен петог августа, 1963. је 29. гувернер Неваде, и члан републиканске партије . Он је бивши судија окружног суда Неваде. Рођен је у Редингу, Калифорнији, живи у Рину. Породица му је из Мексика. Средњу школу је завршио 1981. године, после тога је похађао Универзитет Неваде.